# Potentilla nitida
La cinquefoglia delle Dolomiti (Potentilla nitida L., 1756) è una piccola pianta erbacea dal portamento prostrato e dai delicati fiori rosati, appartenente alla famiglia delle Rosacee.

## Etimologia
Il nome generico (Potentilla) deriva dal vocabolo latino potens (= potente) e dal diminutivo illa, quindi potenti proprietà curative in un piccolo fiore.

I tedeschi chiamano questa pianta Silberklee ma anche Dolomiten-Fingerkraut; i francesi la chiamano Potentille luisante.

## Descrizione

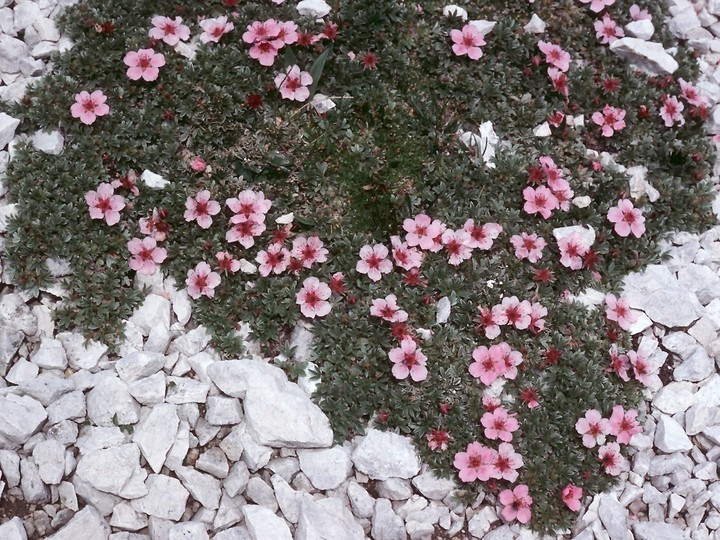
Il portamento

Tutta la pianta è bianco - tomentosa, è alta dai 5 ai 25 cm ed è di tipo cespuglioso (portamento a spalliera o a cuscinetto – tipico delle specie montane di alta quota). La forma biologica è camefita reptante (Ch rept), quindi sono piante legnose alla base, provviste di gemme perennanti e svernanti (protette dalla lettiera o dalla neve), non molto alte, e con accrescimento degli organi aderente al suolo e quindi con un portamento prostrato-strisciante.

### Radici
Le radici sono di tipo secondario (radice fittonante).

### Fusto
- Parte ipogea: la parte sotterranea del fusto è molto ramosa e legnosa.
- Parte epigea: questi fusti sono sdraiati (anche questa parte è legnosa) e quelli fioriferi sono vellutati e più ascendenti. Dimensione dei fusti fioriferi : 2 – 7 cm.

### Foglie

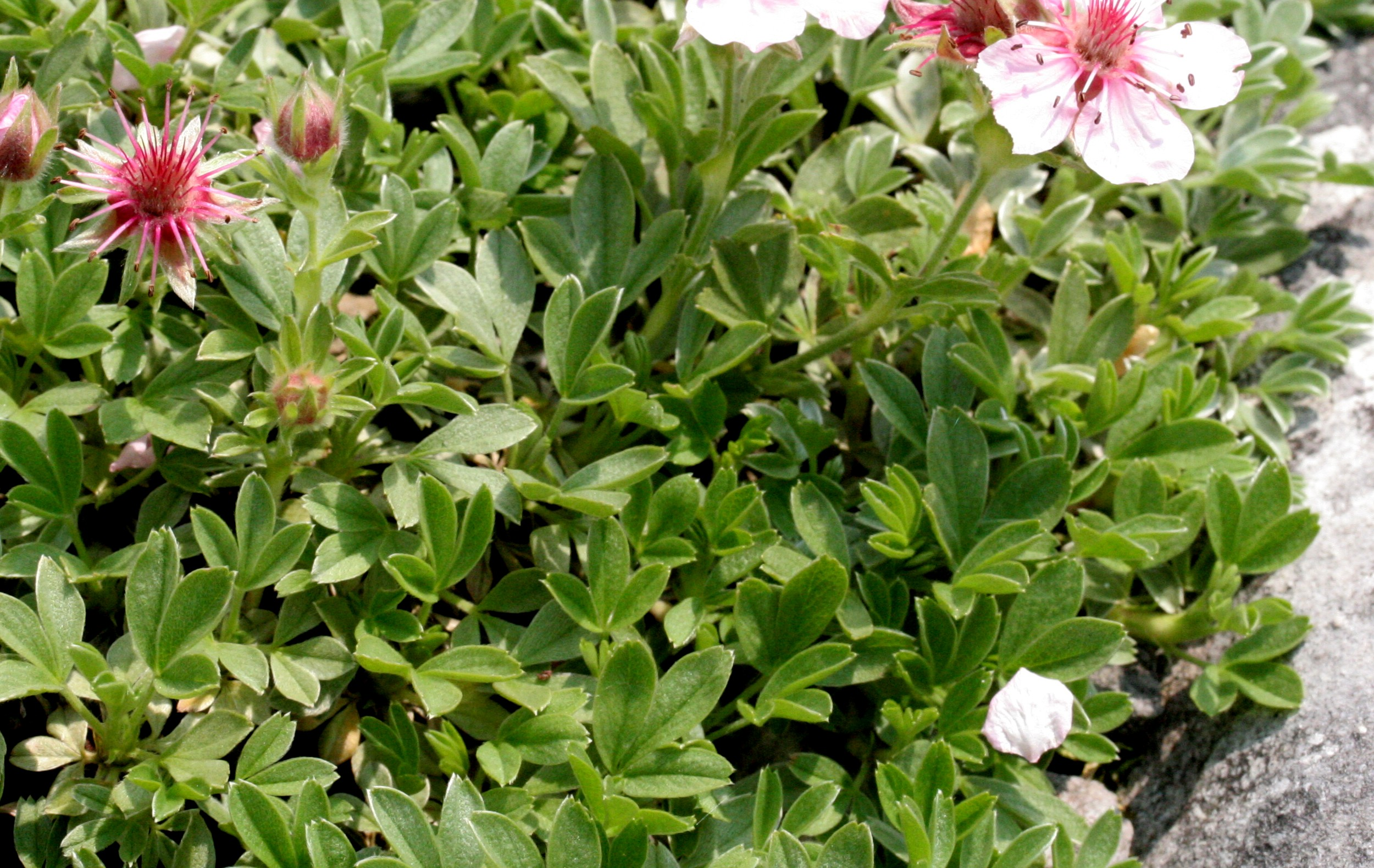
Le foglie
Giardino Botanico Alpino "Giangio Lorenzoni" (loc. Pian Cansiglio), Tambre d'Alpago (BL), quota 1000 m s.l.m. - 4/7/2008

Le foglie sono profondamente pennate, divise in tre (raramente cinque) distinti segmenti palmati chiamati lobi o foglioline; i segmenti hanno una forma lanceolata ed entrambe le pagine sono di tipo sericeo (tomentoso); all'apice sono presente alcuni denti (3-5). Le foglie sono brevemente picciolate. Le poche foglie caulinari sono invece sessili e più piccole. Alla base delle foglie, adnate al picciolo, sono presenti delle stipole fogliacee. I segmenti fogliari presentano inoltre il carattere “conduplicante”, ossia spesso sono ripiegate su stesse in due lungo la lunghezza. Dimensione del picciolo : 3 mm; dimensione dei lobi : larghezza 2 mm, lunghezza 6 mm.

### Infiorescenza
L'infiorescenza si compone di singoli fiori (raramente 2 o 3) su brevi peduncoli che si originano all'ascella delle foglie basali. 

### Fiori

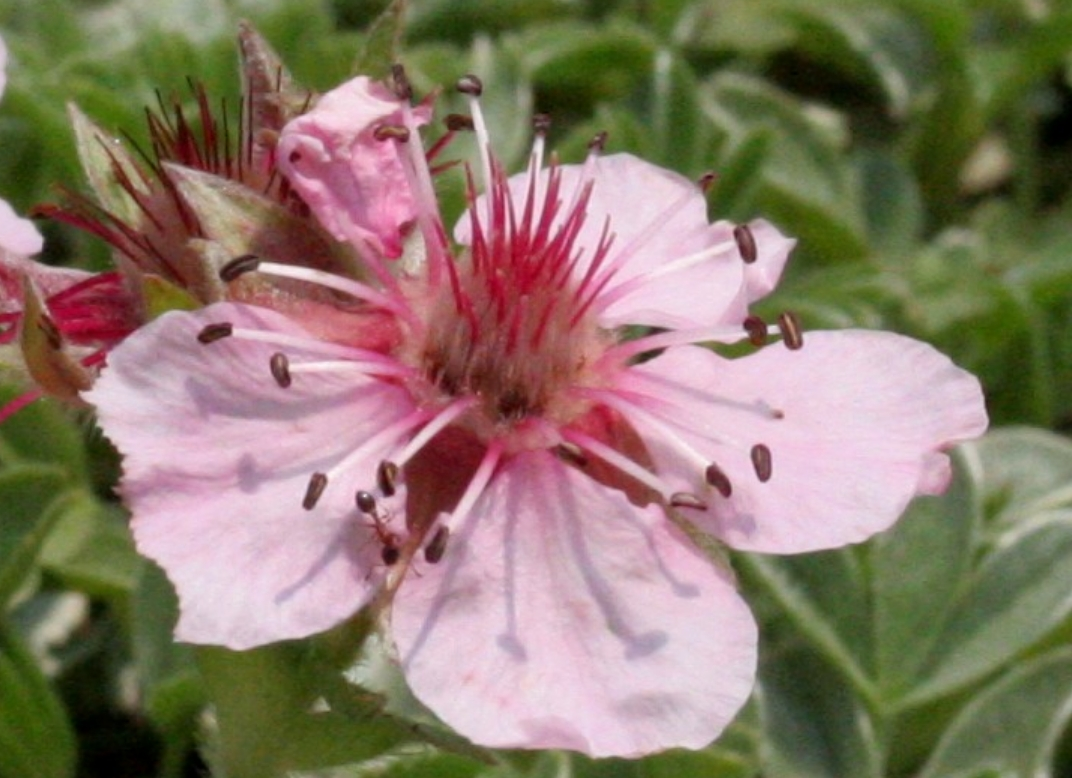
Il fiore
Giardino Botanico Alpino "Giangio Lorenzoni" (loc. Pian Cansiglio), Tambre d'Alpago (BL), quota 1000 m s.l.m. - 4/7/2008

I fiori sono ermafroditi, attinomorfi, pentaciclici (sono presenti i 4 verticilli fondamentali delle Angiosperme: calice – corolla – androceo (con doppio verticillo di stami) – gineceo) e pentameri. Il ricettacolo è piatto e asciutto nonché fruttifero. Diametro totale dei fiori : 2 – 2,5 cm.
- Formula fiorale:

* K 5+5, C 5, A molti, G molti (supero)
- Calice: il calice superiormente è purpureo, inoltre è persistente e con tubo corto, è formato da 5 doppi sepali lanceolati (con apice ottuso); quindi è presente un secondo calice chiamato epicalice (o calicetto). Questo può essere interpretato come un residuo delle stipole di foglie trasformate in sepali. Le divisioni dell'epicalice sono più brevi dei sepali veri e propri.
- Corolla: i 5 petali sono liberi (corolla dialipetala) e caduchi; il colore è rosa (da una tonalità intensa fino a quasi bianchi) e la forma è obovata, sono inoltre retusi all'apice e smarginati sui bordi. I petali sono disposti in modo opposto ai sepali del calice vero e proprio e quindi sono sovrapposti ai sepali dell'epicalice; sono inoltre più grandi del calice (quindi sporgono verso l'esterno). Dimensione dei petali: larghezza 6 mm, lunghezza 8 mm.
- Androceo: gli stami, del tipo a filamento (di colore rosso-violetto sfumato al bianco verso l'apice), sono nudi e inseriti direttamente sul calice (androceo perigino); il loro numero supera la ventina (fiore di tipo “diplostemone”[3]) e sono disposti tipicamente in tre serie: 10+5+5; i carpelli sottostanti sono interamente ricoperti da lunghi peli. Il nettario è disposto ad anello internamente agli stami. Le antere sono ellittiche di colore marrone. Dimensione delle antere : 1 mm.
- Gineceo: i carpelli sono numerosi (fino a 20) secchi e liberi ognuno dei quali ha uno stilo di colore rosseggiante e un ovulo (gineceo apocarpico); l'ovario è supero e sincarpico. Gli stili sono caduchi e inoltre sono “elicati”, ossia sono tutti disposti su un asse comune.
- Fioritura: da giugno a settembre.
- Impollinazione: impollinazione tramite api e mosche. È anche una pianta auto-fertile (omogamia) : di notte e in condizioni meteorologiche avverse i fiori si chiudono, in questo modo si attiva la auto-fertilizzazione in quanto le antere entrano in contatto con gli stimmi.

### Frutti
Il frutto ha una struttura multipla composta da diversi piccoli e secchi acheni (aggregato di acheni). Il frutto (di colore rossiccio - marrone) si trova inserito nel ricettacolo che è persistente. L'aspetto esterno del frutto è comunque densamente lanoso, quasi piumoso.

## Distribuzione e habitat
- Geoelemento: il tipo corologico (area di origine) è Subendemico ma anche (secondo altri testi)[4] Est-Alpico/Appenninico.
- Diffusione: questa specie (lo dice il nome comune) è diffusa soprattutto nelle Alpi Orientali (dalle Alpi Giulie a quelle comasche). È stata segnalata anche in alcune stazioni appenniniche settentrionali. Fuori dall'Europa si può trovare nelle Alpi francesi e in Bosnia[2].
- Habitat: i terreni preferiti dalla “Cinquefoglia delle Dolomiti” sono quelli rocciosi (dolomia) sempre in ambienti soleggiati. Spesso si possono trovare cuscinetti di questa pianta disposti sulle creste delle rocce e delle rupi libere dalla neve ma esposte al vento. Viene considerata una specie pioniera e consolidatrice del terreno. Il substrato preferito è quello calcareo con pH basico e bassi livelli nutrizionali del terreno in ambiente quasi secco.
- Diffusione altitudinale: sui rilievi questa pianta è presente nella fascia che va dai 1600 ai 2500 m s.l.m.; quindi frequenta il piano subalpino e quello alpino. Raramente la diffusione altitudinale si estende da 1200 a 3160 m s.l.m..

## Fitosociologia
Dal punto di vista fitosociologico la specie di questa scheda appartiene alla seguente comunità vegetale:
Formazione : comunità delle fessure e delle rupi e dei ghiaioni
Classe : Asplenietea trichomanis
Ordine : Potentilletalia caulescentis
Alleanza : Potentillion caulescentis

## Tassonomia
Il genere Potentilla è abbastanza numeroso, oltre 400 specie, delle quali oltre una cinquantina sono spontanee dei nostri territori. La famiglia (Rosaceae) è una delle più importanti sia perché comprende fiori diffusissimi come le rose ma anche per il discreto numero di generi (alcune classificazioni elencano oltre 400 generi per diverse migliaia di specie).
La specie di questa scheda appartiene alla sottofamiglia Rosoideae caratterizzata dall'avere l'ovario semi-infero (o supero) con molti carpelli, l'androceo perigino e i frutti di tipo achenio.
All'interno del genere secondo il Fiori (Adriano Fiori, botanico italiano 1865 – 1950) la specie di questa scheda appartiene alla sezione Fragariastrum caratterizzata dall'avere i fiori bianchi (o rosei) e frutti acheni pelosi (raramente glabri). Le altre sezioni sono: Potentillastrum, Sibbaldia e Comarum.

### Sinonimi
La specie di questa scheda, in altri testi, può essere chiamata con nomi diversi. Quello che segue è un possibile sinonimo:
- Potentilla terglouensis Hacquet (1782)

### Specie simili

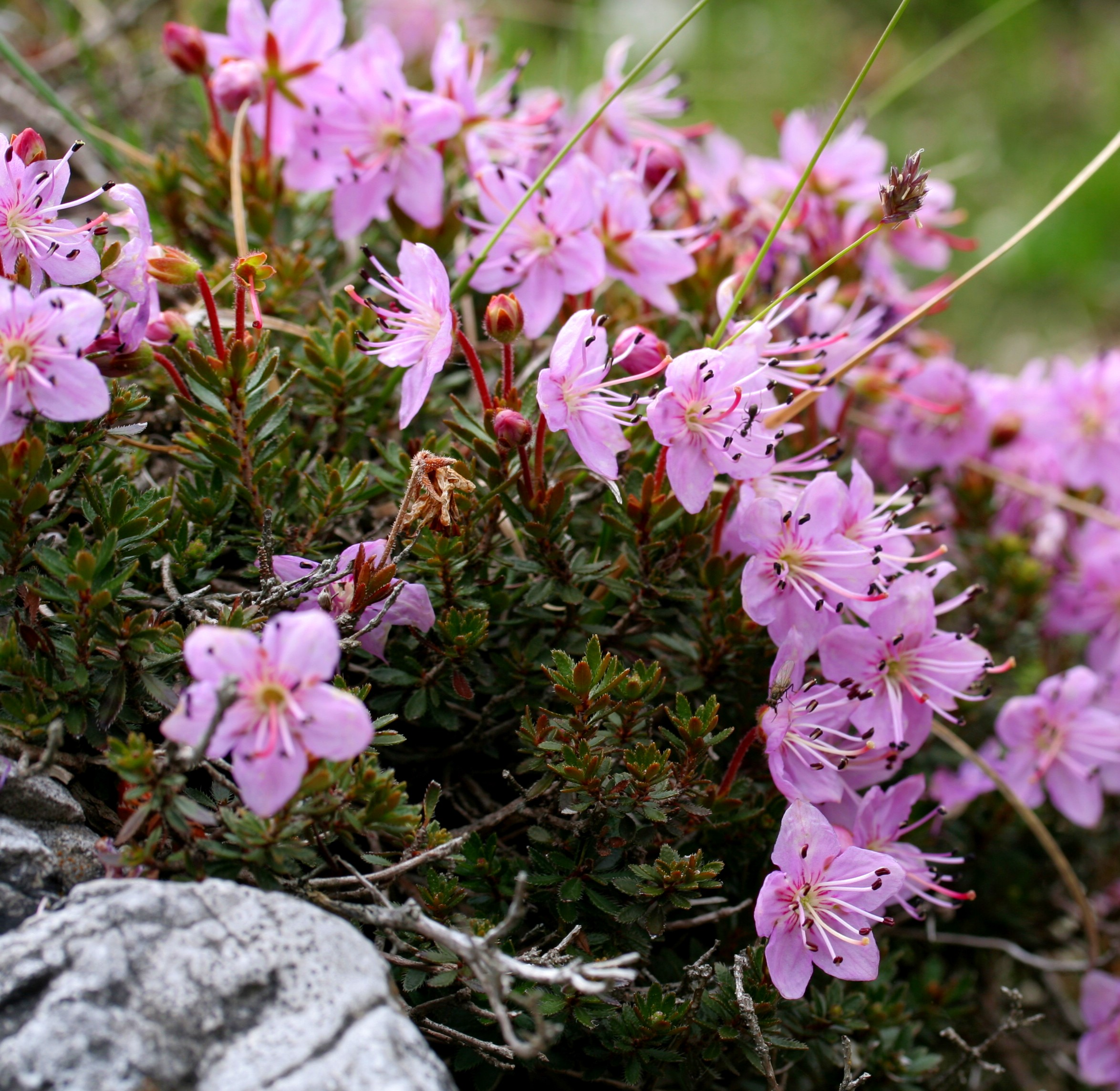
Rhodothamnus chamaecistus (Rododendro nano)
Località Passo Duran, Agordo (BL), quota 1598 m s.l.m. - 17/05/2008

È l'unica specie del genere che presenta fiori rosa per cui è molto caratteristica e non può essere confusa con altri fiori. Una certa somiglianza può esserci eventualmente con il “Rododendro cistino” o “Rododendro nano” (Rhodothamnus chamaecistus) del quale qui a fianco diamo una immagine; ma si tratta di una specie completamente diversa in quanto appartiene ad un'altra famiglia e un altro ordine: famiglia Ericaceae e ordine Ericales.

## Curiosità
Può essere che il nome del dolomitico Gruppo del Catinaccio (che in tedesco si chiama Rosengarten = giardino di rose), ad ovest di Canazei (provincia di Trento), sia derivato proprio da questo piccolo fiorellino molto simile ad una rosellina (leggenda del Re Laurino).

## Galleria d'immagini

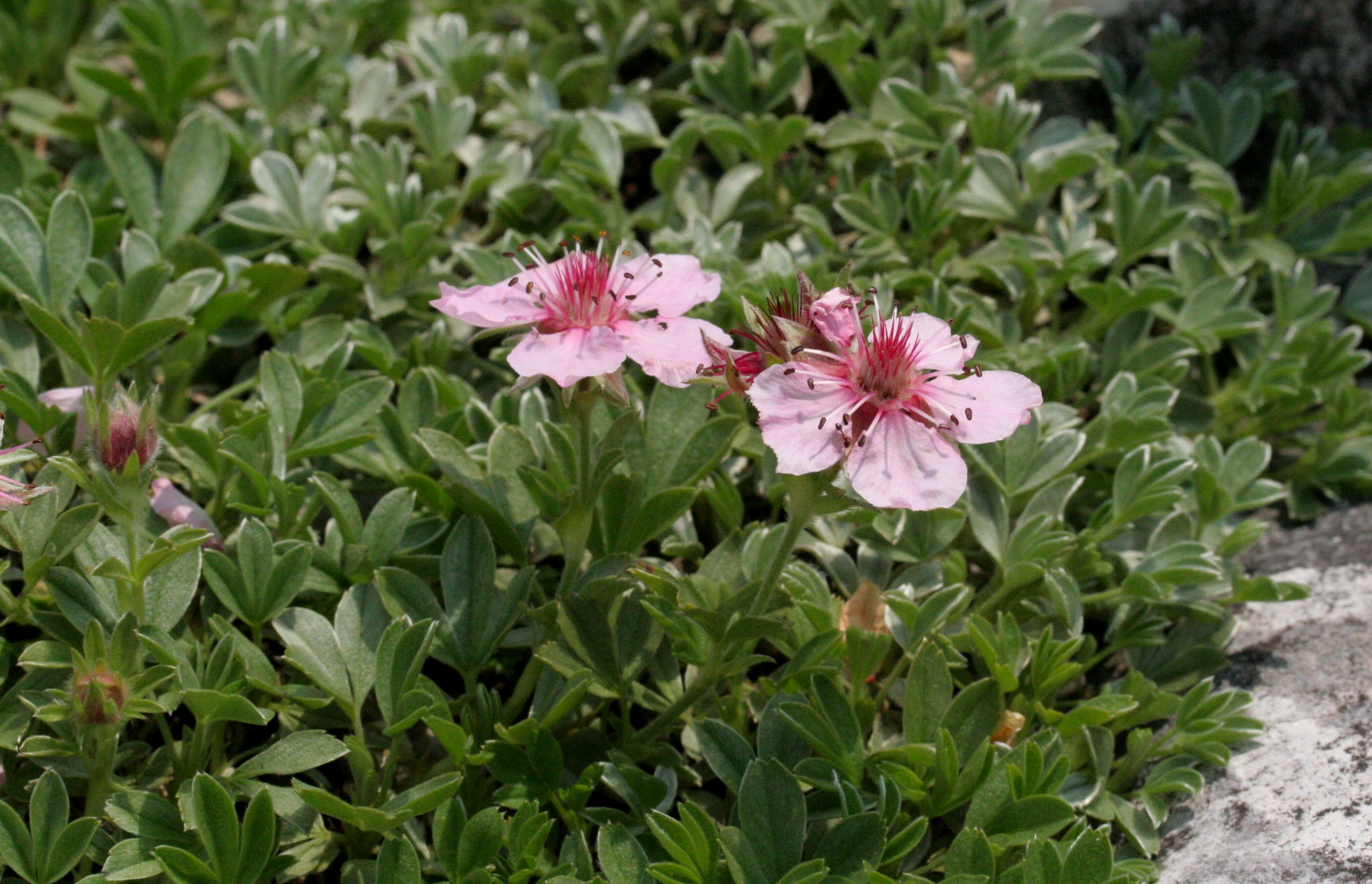
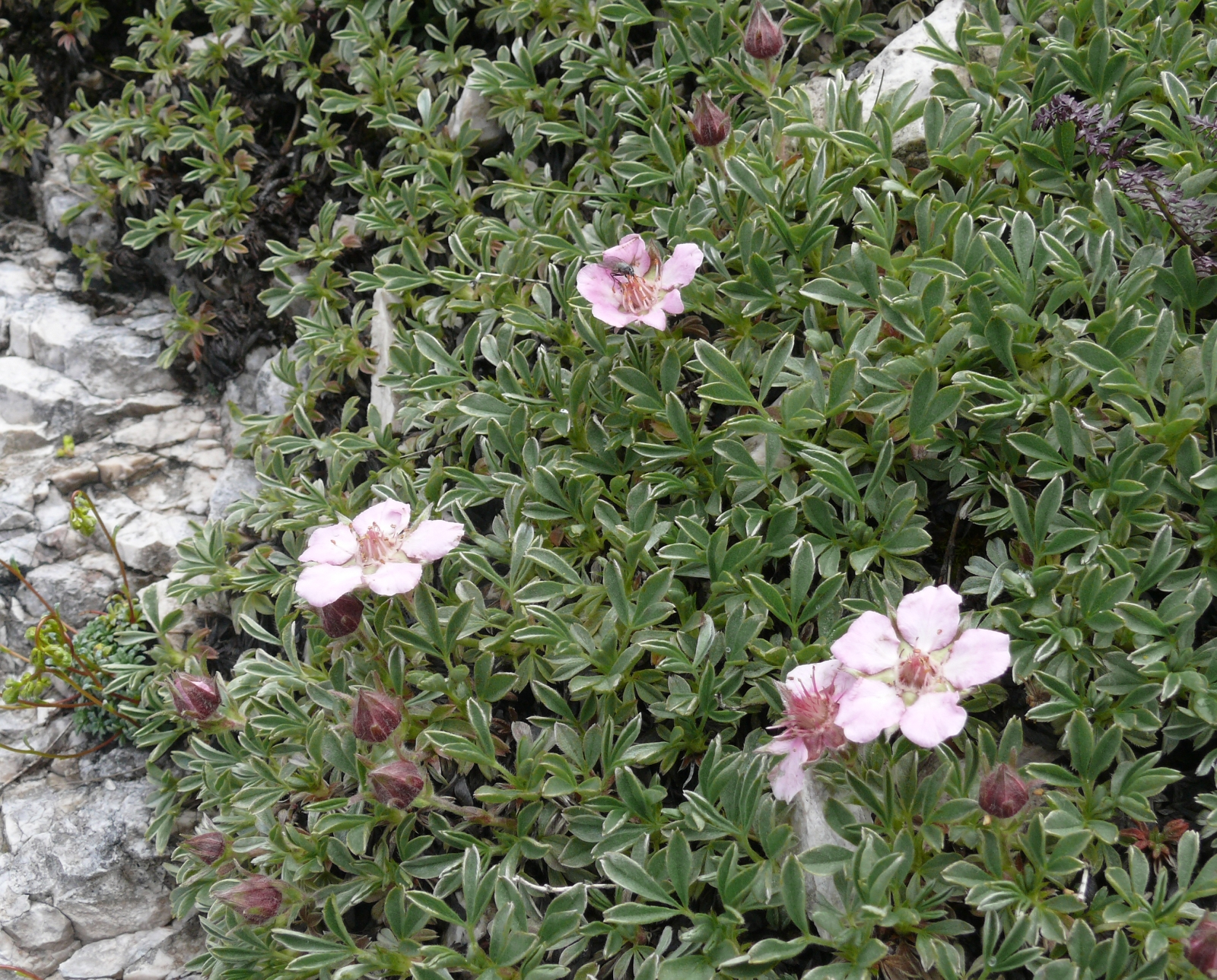
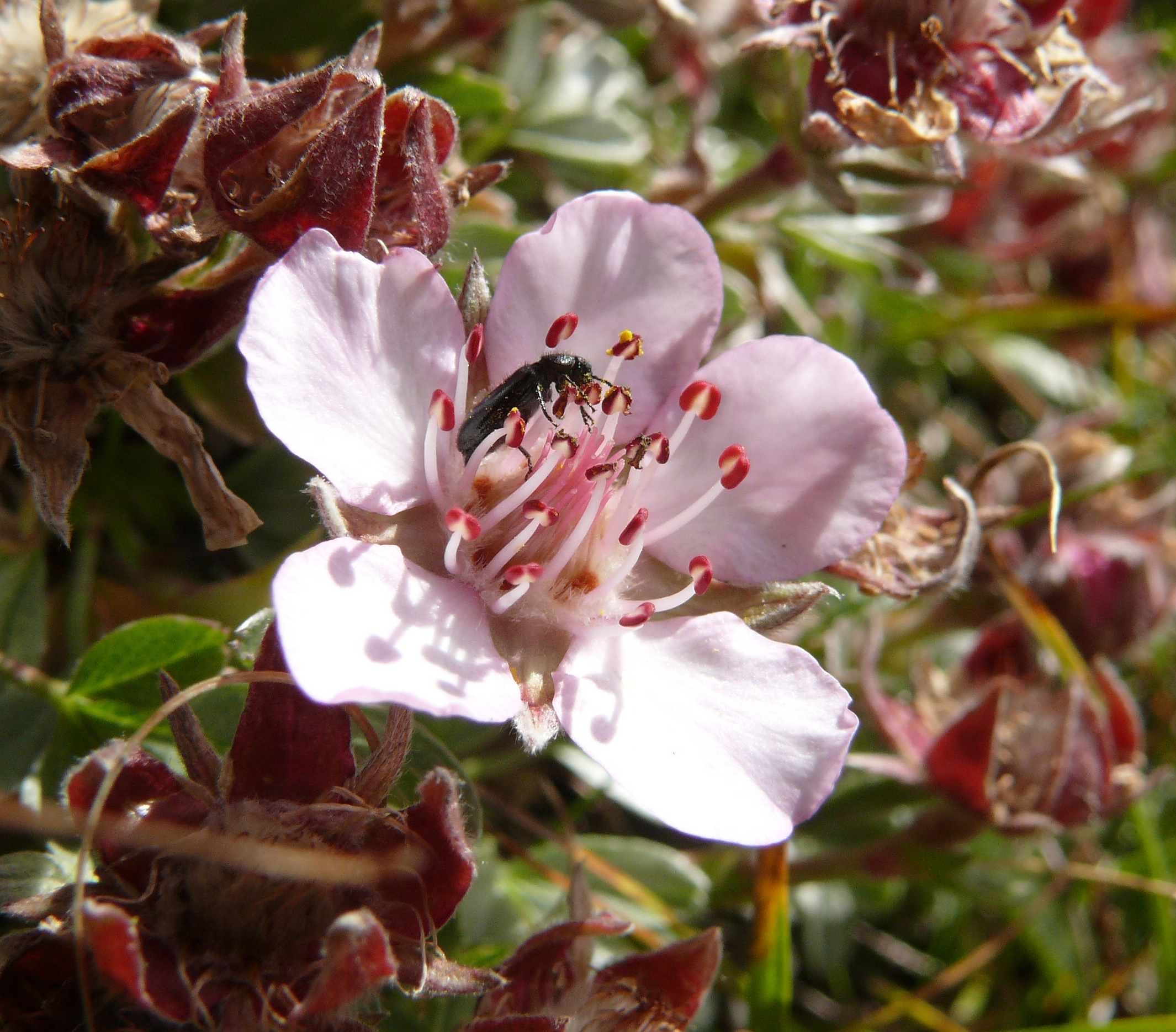
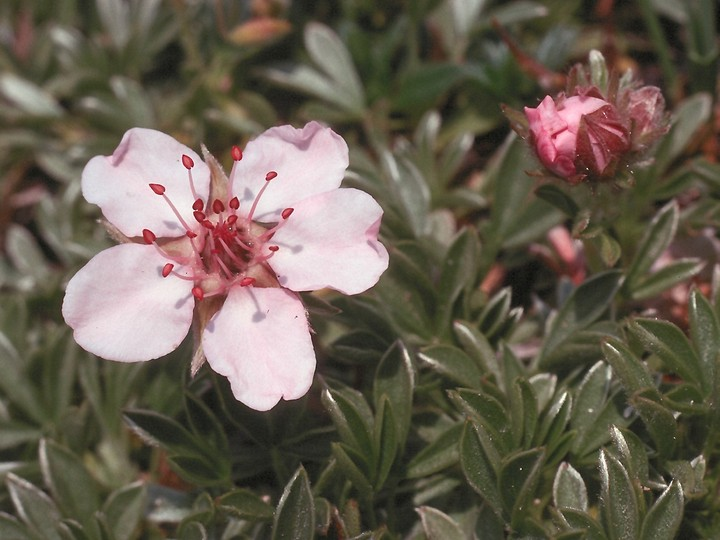